# Eriksberg, Sollentuna kommun

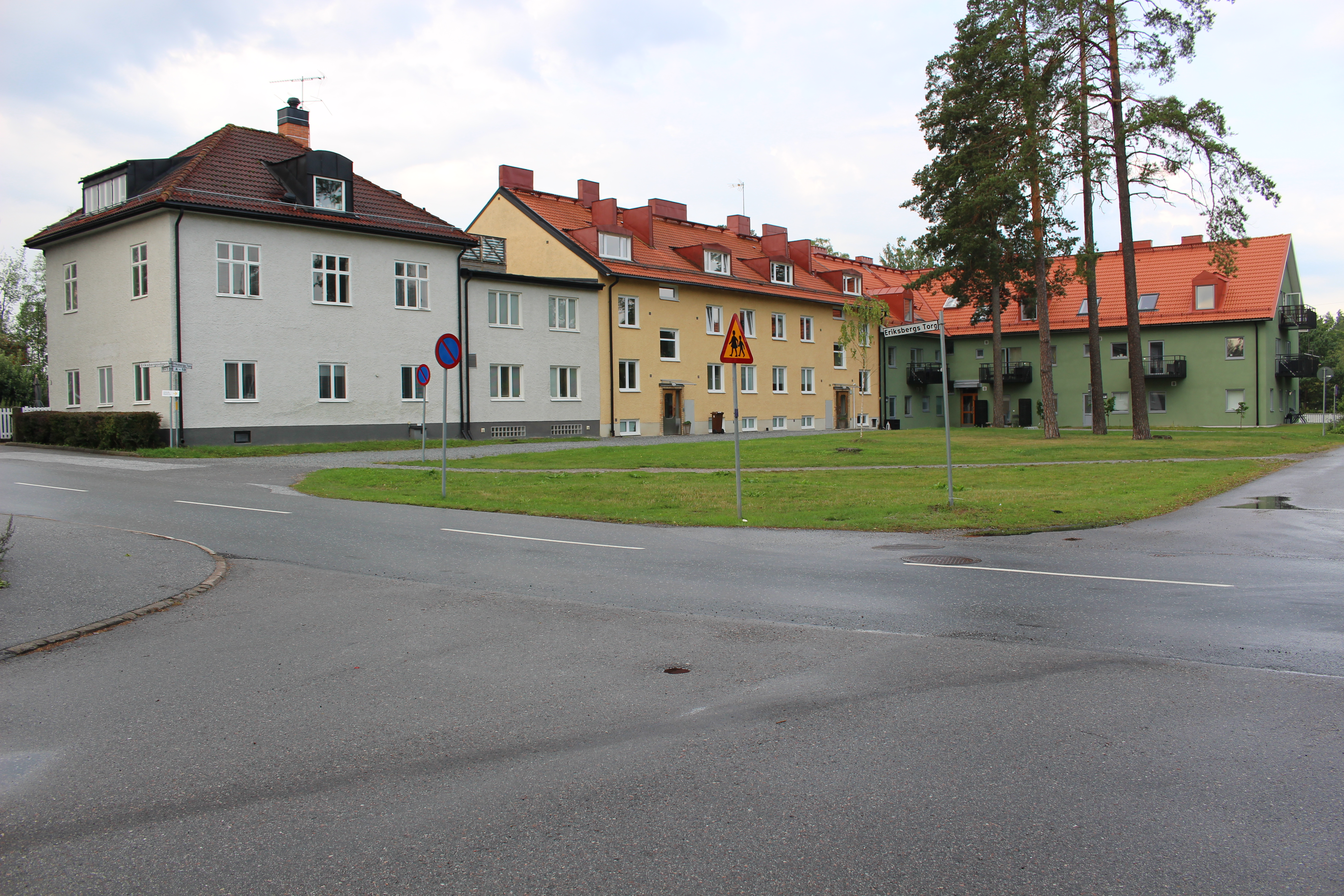
Eriksbergs torg.

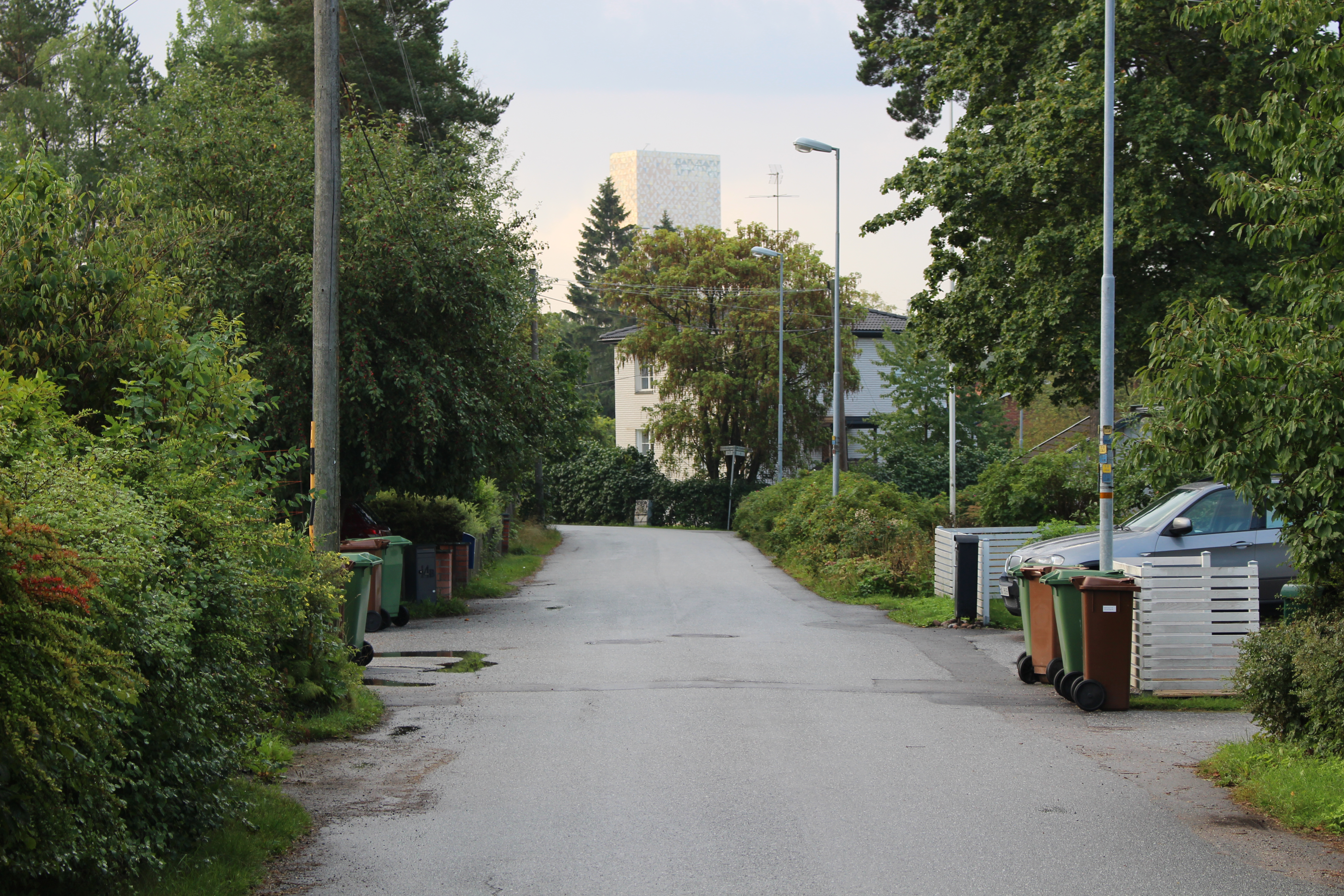
Björkvägen i norra delen av Eriksberg. Vy mot Victoria Tower i Kista.

Eriksberg är område i  Helenelund i Sollentuna kommun, beläget på en remsa mellan E4:ans motorväg och Ostkustbanans järnväg.
Områdets namn kommer från torpet Eriksberg som byggdes 1819.

## Historik
Marken köptes upp för att exploateras till tomter redan 1918. 1922 fick Helenelund sin första järnvägshållplats med en bekväm förbindelse till Stockholm och då tog villabyggandet fart i Eriksberg väster om järnvägen. 1926 upprättades en stadsplan för området med namnet Eriksbergs villastad, ritad av arkitekt Arvid Stille. 
Där Eriksbergsskolan i dag ligger var ett kärr eller en damm där det åktes skidskor vintertid. Botten på kärret bestod delvis av en svart massa och det påstods att en järnvägsvagn med tjära hade spårat ur och vält nedför järnvägsslänten. Därför kallades den allmänt för Tjärdammen. På senare tid har det framkommit att SJ där en gång i tiden hade en anläggning för impregnering av järnvägsslipers med kreosot.
Vid mitten av 1940-talet fanns både sommar- och åretruntboende i Eriksberg. Allt vad tiden gick omvandlades sommartugor till åretrunboende och tomter styckades för att ge plats åt nya hus.
Eriksbergs torg kom till under mitten av 1950-talet med ett embryo till småskaligt centrum som snabbt blev för litet. 1966 kom svalgången till med större flerfamiljshus. Eriksbergsskolan byggdes intill Svalgången 1967/1968. 